# Borlunda-Skeglinge församling
Borlunda-Skeglinge församling var en församling i Lunds stift och i Eslövs kommun. 

## Administrativ historik
Församlingen bildades 1992 genom sammanslagning av Borlunda församling och Skeglinge församling.
Församlingen var till och med 1997 annexförsamling i pastoratet Gårdstånga, Holmby, Östra Strö, Skarhult och Borlunda-Skeglinge och var därefter till och med 2001 annexförsamling i pastoratet Gårdstånga-Holmby, Östra Strö, Skarhult och Borlunda-Skeglinge. Från 2002 till 2006 var den annexförsamling i pastoratet Gårdstånga-Holmby och Borlunda-Skeglinge. Församlingen uppgick 2006 i Eslövs församling.

## Kyrkor
- Borlunda kyrka